# Amerikanska Jungfruöarna i olympiska sommarspelen 2008
Amerikanska Jungfruöarna deltog i olympiska sommarspelen 2008. Amerikanska Jungfruöarnas trupp bestod av 7 idrottare var av sex var män och en var kvinna. Den äldsta idrottaren i Amerikanska Jungfruöarnas trupp var Ned Gerard (52 år, 33 dagar) och den yngsta var John Jackson (19 år, 307 dagar).

## Resultat

### Boxning
- Huvudartikel: Boxning vid olympiska sommarspelen 2008

| Tävlande       | Viktklass     | Sextondelsfinal        | Åttondelsfinal            | Kvartsfinal          | Semifinal            | Final                |
| Tävlande       | Viktklass     | Motståndare Resultat   | Motståndare Resultat      | Motståndare Resultat | Motståndare Resultat | Motståndare Resultat |
| -------------- | ------------- | ---------------------- | ------------------------- | -------------------- | -------------------- | -------------------- |
| John Jackson   | Weltervikt    | Nurudzinau (BLR) W 4-2 | Kim Jung-Joo (KOR) L 0-10 | Gick inte vidare     | Gick inte vidare     | Gick inte vidare     |
| Julius Jackson | Lätt tungvikt | Egan (IRL) L 2-22      | Gick inte vidare          | Gick inte vidare     | Gick inte vidare     | Gick inte vidare     |

### Friidrott
- 400 m herrar
  - Tabarie Henry - 7 i semifinal 1
- 100 m damer
  - LaVerne Jones - 5 i kvartsfinal 1
- 200 m damer
  - LaVerne Jones - 7 i kvartsfinal 1

Förkortningar
- Noteringar – Placeringarna avser endast löparens eget heat
- Q = Kvalificerad till nästa omgång
- q = Kvalificerade sig till nästa omgång som den snabbaste idrottaren eller, i fältgrenarna, via placering utan att uppnå kvalgränsen.
- NR = Nationellt rekord
- N/A = Omgången ingick inte i grenen
- Bye = Idrottaren behövde inte delta i denna omgång

Herrar
Bana och landsväg
| Idrottare     | Gren  | Heat     | Heat      | Semifinal | Semifinal | Final            | Final            |
| Idrottare     | Gren  | Resultat | Placering | Resultat  | Placering | Resultat         | Placering        |
| ------------- | ----- | -------- | --------- | --------- | --------- | ---------------- | ---------------- |
| Tabarie Henry | 400 m | 45,36 NR | 2 Q       | 45,19 NR  | 7         | Gick inte vidare | Gick inte vidare |

Damer
Bana & landsväg
| Idrottare              | Gren  | Heat     | Heat      | Kvartsfinal | Kvartsfinal | Semifinal        | Semifinal        | Final            | Final            |
| Idrottare              | Gren  | Resultat | Placering | Resultat    | Placering   | Resultat         | Placering        | Resultat         | Placering        |
| ---------------------- | ----- | -------- | --------- | ----------- | ----------- | ---------------- | ---------------- | ---------------- | ---------------- |
| LaVerne Jones-Ferrette | 100 m | 11,41    | 3 Q       | 11,55       | 5           | Gick inte vidare | Gick inte vidare | Gick inte vidare | Gick inte vidare |
| LaVerne Jones-Ferrette | 200 m | 23,12    | 4 Q       | 23,37       | 7           | Gick inte vidare | Gick inte vidare | Gick inte vidare | Gick inte vidare |

### Segling
Herrar
| Seglare            | Gren  | Lopp | Lopp | Lopp | Lopp | Lopp | Lopp | Lopp | Lopp | Lopp | Lopp | Lopp | Summerad poäng | Finalplacering |
| Seglare            | Gren  | 1    | 2    | 3    | 4    | 5    | 6    | 7    | 8    | 9    | 10   | M*   | Summerad poäng | Finalplacering |
| ------------------ | ----- | ---- | ---- | ---- | ---- | ---- | ---- | ---- | ---- | ---- | ---- | ---- | -------------- | -------------- |
| Thomas Barrows III | Laser | 20   | 28   | 20   | 24   | 26   | 31   | 15   | 10   | 21   | CAN  | EL   | 164            | 22             |

M = Medaljlopp; EL = Eliminerad – gick inte vidare till medaljloppet;

### Simning
- Huvudartikel: Simning vid olympiska sommarspelen 2008
- 50 meter Fristil
  - Josh Laban - 53

### Skytte
- Huvudartikel: Skytte vid olympiska sommarspelen 2008
- 50m Gevär liggande Herrar

| Namn       | Pl. | 1  | 2  | 3  | 4  | 5  | 6  | Totalt |
| ---------- | --- | -- | -- | -- | -- | -- | -- | ------ |
| Ned Gerard | 53  | 96 | 96 | 95 | 98 | 97 | 98 | 580    |